# Арак
Арак (перс. اراك) је град Ирану у покрајини Маркази. Према попису из 2006. у граду је живело 446.760 становника.

## Становништво
Према попису, у граду је 2006. живело 446.760 становника.
| 1986.   | 1991.   | 1996.   | 2006.   |
| ------- | ------- | ------- | ------- |
| 265.349 | 331.354 | 380.755 | 446.760 |